# Elecciones generales de Liechtenstein de 2017
Las elecciones parlamentarias de Liechtenstein de 2017 se llevaron a cabo el 5 de febrero de 2017 con el fin de renovar los 25 miembros del Landtag.

## Antecedentes
Las elecciones anteriores en 2013 vieron a la Unión Patriótica (VU) perder cinco escaños y su mayoría en el Landtag. El Partido Cívico Progresista (FBP) también perdió un escaño, pero se convirtió en el partido gobernante gracias a una alianza con la VU en parte debido a la entrada de Los Independientes (DU), un nuevo partido que ganó cuatro escaños.
Las elecciones de 2013 marcaron la primera vez que 4 partidos representaban en el Landtag, siendo esto debido al voto protesta contra las políticas de austeridad o al cansancio a los partidos tradicionales entre los votantes.

## Sistema electoral
Los 25 miembros del Landtag son elegidos por listas abiertas en representación proporcional de dos circunscripciones, Oberland con 15 escaños y Unterland con 10 escaños. El umbral electoral es del 8%.
Unterland se compone de Eschen, Gamprin, Mauren, Ruggell y Schellenberg; Oberland consiste en Balzers, Planken, Schaan, Triesen, Triesenberg y Vaduz.

## Resultados
Es importante señalar que cada votante tiene tantos votos como escaños en el parlamento, por lo que el número total de votos emitidos a favor de los diferentes partidos, siempre será mayor que el número de votantes.
| Partido                                                                  | Votos  | %      | Escaños |
| ------------------------------------------------------------------------ | ------ | ------ | ------- |
| Partido Cívico Progresista                                               | 68.673 | 35.2   | 9       |
| Unión Patriótica                                                         | 65.742 | 33.7   | 8       |
| Los Independientes                                                       | 35.885 | 18.4   | 5       |
| Lista Libre                                                              | 24.595 | 12.6   | 3       |
| Votos en blanco o nulos                                                  | 645    | 4.2    | -       |
| Total                                                                    | 15.408 | 100,00 | 25      |
| Padrón electoral                                                         | 19.806 | 77.8   | –       |
| Fuente: Information und Kommunikation der Regierung Landtagswahlen 2017. |        |        |         |

## Formación de gobierno
En febrero de 2017, se formó un gobierno de coalición, con tres ministros del Partido Cívico Progresista (FBP), y dos de la Unión Patriótica (VU). Dicha coalición representa 17 escaños superando la mayoría absoluta del parlamento situada en 13 escaños.